# Mayulestes ferox
Il mayuleste (Mayulestes ferox) è un mammifero estinto, appartenente ai metateri. Visse nel Paleocene inferiore (circa 64 milioni di anni fa). I suoi resti sono stati ritrovati in Bolivia. 

## Descrizione
Questo animale doveva avere una taglia simile a quella di un odierno opossum dalla coda nuda (Caluromys philander), e probabilmente non superava i 20 centimetri di lunghezza esclusa la coda. Il peso doveva aggirarsi intorno ai 200 - 275 grammi. I denti di Mayulestes, al contrario di quelli di altri "marsupiali" vissuti nello stesso ambiente e nella stessa epoca (come il ben noto Pucadelphys), erano di forma tagliente. La coda era probabilmente prensile, ma solo parzialmente. 

## Classificazione
Mayulestes ferox venne descritto per la prima volta nel 1994 sulla base di uno scheletro quasi completo ritrovato nella zona di Tiupampa, in Bolivia, in terreni risalenti al Paleocene inferiore. Inizialmente questo animale venne avvicinato al gruppo degli sparassodonti, comprendente numerose forme spiccatamente carnivore dalle diverse specializzazioni, soprattutto in base alle caratteristiche dentarie. Successivamente, però, Mayulestes è stato considerato un membro basale dei metateri, forse strettamente imparentato con lo stesso Pucadelphys suo contemporaneo.

## Paleoecologia
Il mayuleste non era molto grande (della taglia di una martora), ma probabilmente rappresentava uno dei massimi predatori del suo ambiente. Era un mammifero arboricolo, dotato di una coda parzialmente prensile e, data la struttura del suo corpo, doveva essere capace di percorrere brevi distanze con una corsa veloce. Era certamente un carnivoro agile la cui nicchia ecologica era simile a quella di donnole e martore, anche se le abitudini del mayuleste erano più spiccatamente arboricole. 
Il giacimento che ha restituito lo scheletro parziale di Mayulestes ferox, Tiupampa in Bolivia, ha inoltre permesso di conoscere un'intera fauna di mammiferi primitivi del Paleocene inferiore: tra questi un altro possibile sparassodonte primitivo, Allqokirus australis, e due animali arboricoli simili a opossum (Pucadelphys e Andinodelphys), ma forse talmente arcaici da non poter essere considerati marsupiali veri e propri. Nello stesso giacimento sono stati ritrovati anche i fossili di placentali arcaici, tra cui Molinodus e Alcidedorbignya. 